# Mars 2010

## Faits marquants
- 4 mars : formation complète du gouvernement Soro II en Côte d'Ivoire.
- 7 mars : élections législatives en Irak.
- 8 mars : la police retrouve le corps et identifie l'ADN l'ex président de Chypre Tássos Papadópoulos à la suite de la violation de sa tombe.
- 9 mars : passage au numérique pour la Basse-Normandie.
- 12 mars :
  - Canada : ouverture des Jeux paralympiques d'hiver à Vancouver (jusqu'au 21 mars)
  - Lahore, Pakistan : attentats par Tehrik-e-Taliban Pakistan, plus 72 morts et 190 blessés.
- 14 mars :
  - Chili : une panne de courant survient à 23:44 GMT (heure locale), 80 % de la population est affectée.
  - Japon : Honshū, tremblement de terre à 08:08 UTC (heure locale) de magnitude 6,5.
- 16 mars : Ouganda, destruction des tombeaux des rois du Buganda à Kasubi, classé patrimoine mondial.
- 18 mars : Simone Veil entre à l'Académie française.
- 14 et 21 mars :
  - Élections régionales en France.
  - Tremblement terre à « Obi Islands » archipel des Moluques, à une magnitude 6.4.
- 20 mars : fête de l’Indépendance de la Tunisie.
- 23 mars : Pakistan, l'armée lance une offensive dans les agences d'Orakzai et de Kurram, région frontalière avec l'Afghanistan, contre des mouvements islamistes armés. Elle fera près de 2 500 morts.
- 28 mars : passage à l'heure d'été en Europe (à l'exception de l'Islande) et dans quelques autres pays du monde.
- 29 mars : double attentat-suicide dans le métro de Moscou, faisant 37 morts et 65 blessés.
- 30 mars : verdict dans le procès de l'Erika. Total est condamné.
- 31 mars : 
  - Daghestan : attentats de Kizliar, double attentat-suicide à Kizliar.
  - Californie : ouverture, pour une durée de 5 jours, de la 20e édition du plus important festival lesbien au monde, le Club Skirts Dinah Shore Weekend.

## Culture

### Cinéma

#### Films sortis en France en mars 2010
- 3 mars :
  - The Ghost Writer
  - Nine

- 17 mars :
  - Mesures exceptionnelles

- 24 mars :
  - Alice au pays des merveilles
  - Tout ce qui brille
  - L'Immortel

- 31 mars :
  - Dragons